# Без тебе
Без тебе — сингл українського рок-гурту Океан Ельзи, презентований 30 березня 2018 року одночасно із музичним відео; перша офіційна робота за два роки. Композиція, автором якої є Святослав Вакарчук, присвячена його дружині Лялі.

## Музичне відео
Зйомки відео на композицію «Без тебе» відбулися на західному узбережжі США, режисером стала Анна Бурячкова. У відео можна побачити 13 пар близнюків, яких зустрічає Святослав Вакарчук на своєму шляху, намагаючись знайти споріднену душу.

## Список композицій
| #    | Назва      | Тривалість |
| ---- | ---------- | ---------- |
| 1.   | «Без тебе» | 4:41       |
| 4:41 |            |            |

## Учасники запису
Океан Ельзи
- Святослав Вакарчук — музика, слова, аранжування, вокал;
- Владімір Опсеніца — гітари, аранжування;
- Мілош Єліч — рояль;
- Денис Глінін — барабани, перкусія;
- Денис Дудко — бас-гітара;

Інші учасники
- Ігор Кривоконь — аранжування, клавіші;
- Віталій Телезин — зведення, мастеринг;
- Сергій Юрченко, Костянтин Пономар, Валентина Лонська, Юлія Нехорошева, Анастасія Жбанкова, Дарина Гаврик — бек-вокал;

## Чарти
| Чарт (2018)                                                                   | Позиція |
| ----------------------------------------------------------------------------- | ------- |
| Ukraine Top 40 [Архівовано 14 листопада 2014 у Archive.is]                    | 1       |
| Rock Top 20 [Архівовано 14 листопада 2014 у Archive.is]                       | 1       |
| Top City & Country Radio Hits [Архівовано 27 березня 2019 у Wayback Machine.] | 28      |